# Rifiuti del processo alimentare

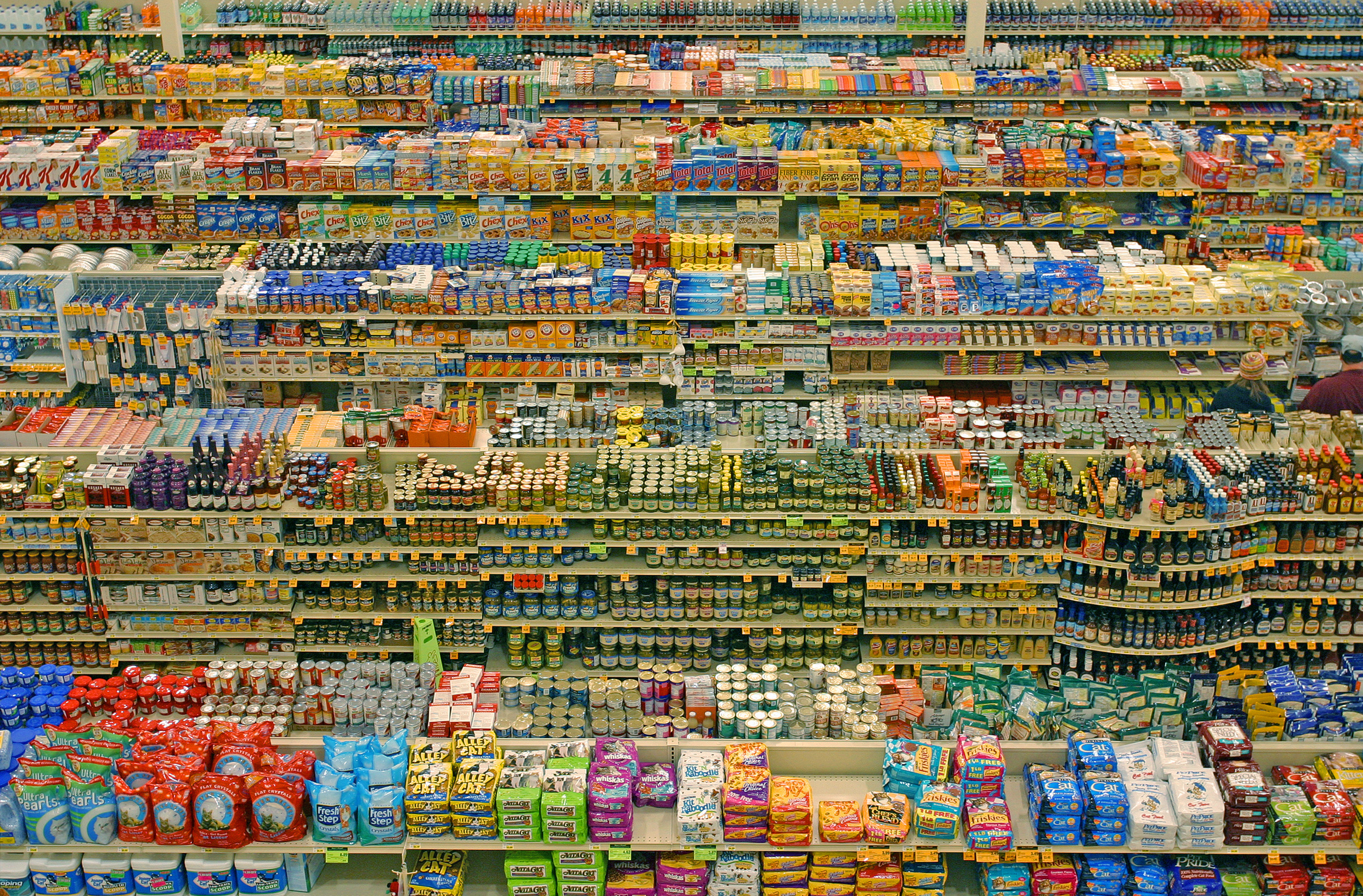
Reparti alimentari in un centro commerciale di Portland, nell'Oregon

Con rifiuti del processo alimentare si intende «ogni sostanza commestibile, cruda o cotta, che viene scartata, o si intende scartare o è necessario scartare». Questa definizione di rifiuti è stata data dalla Commissione europea. Poiché esistono molte definizioni di rifiuti, esistono altrettante definizioni di rifiuti del processo alimentare: ordini professionali, organizzazioni non a scopo di lucro, organismi internazionali e governi nazionali possono aver formalizzato proprie definizioni.

## Definizione
Nel 1975, la Commissione europea, l'organo esecutivo dell'Unione europea, diede la definizione legale di rifiuti, valida negli Stati appartenenti all'Unione: " ogni sostanza o oggetto per il quale il proprietario elimina o è costretto ad eliminare come previsto dalle leggi statali in vigore". Questa direttiva (75/442/EEC) fu emanata nel 1991 (91/156), con l'aggiunta delle "categorie di rifiuti" (Allegato I) e l'omissione di ogni riferimento alle leggi nazionali. L'Allegato I categorizza i tipi di rifiuti in base a come si presentano, e alcune categorie appaiono specifiche per certi tipi di rifiuti: "I prodotti la cui data per un uso appropriato è passata" definisce i rifiuti alimentari, riferendosi con "data" alla data di scadenza dei cibi.
La United States Environmental Protection Agency definisce i rifiuti alimentari per gli Stati Uniti come: "Avanzi di cibo e rifiuti derivati dalla preparazione di cibo da parte di esercizi commerciali come alimentari, ristoranti, caffetterie e cucine, e attività industriali come le mense aziendali". Sebbene l'EPA sia un'agenzia nazionale, i singoli Stati hanno la possibilità di dare una propria definizione per i rifiuti alimentari, in accordo con le politiche nazionali e purché non siano in disaccordo con altre definizioni, anche se molti Stati non ne hanno approfittato.
La definizione di rifiuti del processo alimentare può variare in molti modi: da che cosa sono costituiti i rifiuti, come sono stati prodotti, e dove/cosa è buttato da/generato da. La definizione può variare e complicarsi per diversi motivi; alcuni gruppi non considerano i rifiuti del processo alimentare come rifiuti veri e propri a causa delle loro applicazioni; alcune definizioni sono basate sulle definizioni di altri tipi di rifiuti (ad esempio i rifiuti agricoli).

## Fonti dei rifiuti

### Produzione di cibo
Nei paesi in via di sviluppo che sviluppano l'agricoltura commerciale e/o industriale, i rifiuti del processo alimentare possono presentarsi in molte fasi del processo industriale e in grossi volumi. Nell'agricoltura di sussistenza, la mole dei rifiuti non è quantificabile, ma è ragionevole supporre che sia insignificante a confronto dei rifiuti di quella industriale, dato che tali rifiuti si possono presentare solo in un numero limitato di fasi,  e sono derivati dalla necessità di cibo e non dalla domanda di mercato globale. Tuttavia le perdite nei magazzini delle piccole fattorie nei paesi in via di sviluppo, in particolare in Africa, possono essere alte anche se l'esatta quantità di tali perdite è tuttora argomento di discussione.
La ricerca nell'industria alimentare degli Stati Uniti, che è la più ricca al mondo per diversità e abbondanza, ha trovato i rifiuti che si producono all'inizio del processo produttivo alimentare. Dalla semina, le colture possono essere soggette a infestazioni e maltempo, che causano perdite prima del raccolto. Dato che gli agenti atmosferici (come temperatura e precipitazioni) sono il primo "concime" per la crescita delle piante, le perdite sono naturali e possono essere verificate su qualsiasi forma di coltivazione all'aperto.
L'uso di macchine agricole per il raccolto può causare rifiuti, in quanto la macchina non è in grado di distinguere le colture mature da quelle acerbe, oppure raccoglie solo una parte del raccolto. I fattori economici, come la standardizzazione e la regolamentazione della qualità e dell'aspetto, causano anch'essi rifiuti; gli agricoltori spesso raccolgono solo quello che è entro gli standard, preferendo lasciare a terra le piante che non sono conformi (invece di riutilizzarli come fertilizzante o cibo per gli animali), spesso le piante non raccolte vengono successivamente buttate.

### Lavorazione del cibo
I rifiuti vengono prodotti, ovviamente, anche durante il processo produttivo post-raccolto, ma la quantità di scarto prodotta è sconosciuta e difficile da stimare. Nei magazzini una considerevole quantità viene persa a causa degli insetti e dei microorganismi. Questo problema è particolarmente sentito nei Paesi caratterizzati da un clima caldo (con temperature attorno ai 30º Celsius) e ambienti umidi (tra il 70 e il 90 percento), poiché tali caratteristiche incoraggiano la riproduzione degli insetti e dei microorganismi. La perdita di valore nutrizionale, di valore calorico e commestibilità dei raccolti a causa della temperatura, dell'umidità e dell'azione dei microorganismi, sono tra le cause principali dei rifiuti durante il processo di lavorazione, purtroppo tali "perdite" non sono misurabili come quelle quantitative.
Alcuni rifiuti causati dalla lavorazione del cibo sono impossibili da ridurre senza intaccare la qualità stessa del prodotto finito. Le regole per la sicurezza alimentare sono in grado di identificare i cibi che non soddisfano gli standard prima che questi raggiungano il consumatore finale. Tali regole assicurano al consumatore gli standard qualitativi, anche se sono in conflitto con la filosofia del "riutilizzo" del cibo non idoneo (ad esempio come mangime); chiaramente tali regole sono di vitale importanza nella lavorazione di prodotti alimentari animali (come carne o latte).

### Vendita al dettaglio
L'imballaggio protegge il cibo dai possibili danni causati dal trasporto dalla fabbrica/fattoria, via grossista, fino alla vendita al dettaglio, inoltre preserva la freschezza del prodotto prima del consumo. Anche se ha un ruolo fondamentale nella conservazione del cibo , l'imballaggio può compromettere gli sforzi per ridurre i rifiuti del processo alimentare in quanto esso stesso crea rifiuti.

### Impatto
Lo scarto del cibo può avere un impatto estremamente diversificato, a seconda della quantità prodotta e del modo in cui lo si tratta; in alcuni paesi la quantità di rifiuti alimentari è trascurabile e ha un basso impatto. In paesi come gli USA e il Regno Unito, comunque, l'impatto sociale, economico, ambientale dei rifiuti alimentari è enorme.
Nel Regno Unito, 6,7 milioni di tonnellate all'anno di cibo sprecato (cioè cibo acquistato e commestibile, ma buttato via) equivalgono ad un costo di 10,2 miliardi di sterline l'anno.
Questo si traduce in un costo che va dalle 250 alle 400 sterline l'anno per ogni famiglia britannica.
Lo scarto alimentare pro capite annuo in Nord America nel 1918 era quantificato tra i 45 e i 90 kg, provenienti per la maggior parte da abitazioni private, quantità che al giorno d'oggi avrebbe scarsa rilevanza.
Uno studio del 2004 dell'Università dell'Arizona, ha rivelato che il 14-15 % del cibo commestibile americano rimane intatto o confezionato, tale quantità corrisponde a 43 miliardi di dollari di cibo commestibile ma sprecato.

## Risposta

### Prevenzione
Un modo per affrontare e risolvere il problema dei rifiuti alimentari è quello di ridurne la creazione. Questo comportamento è stato sostenuto da campagne promosse da gruppi ambientali e di assessorato, concentrando l'attenzione dei media sul problema.
I consumatori possono ridurre la quantità di rifiuti alimentari da loro prodotti al momento dell'acquisto e, a casa loro, adottando alcune semplici misure; pianificare prima di acquistare del cibo è importante, si è visto infatti che gli acquisti d'impulso sono spesso i più soggetti a sprechi. Un'adeguata conoscenza dei metodi di conservazione del cibo riduce la possibilità che il cibo diventi non commestibile e, di conseguenza, che venga sprecato.

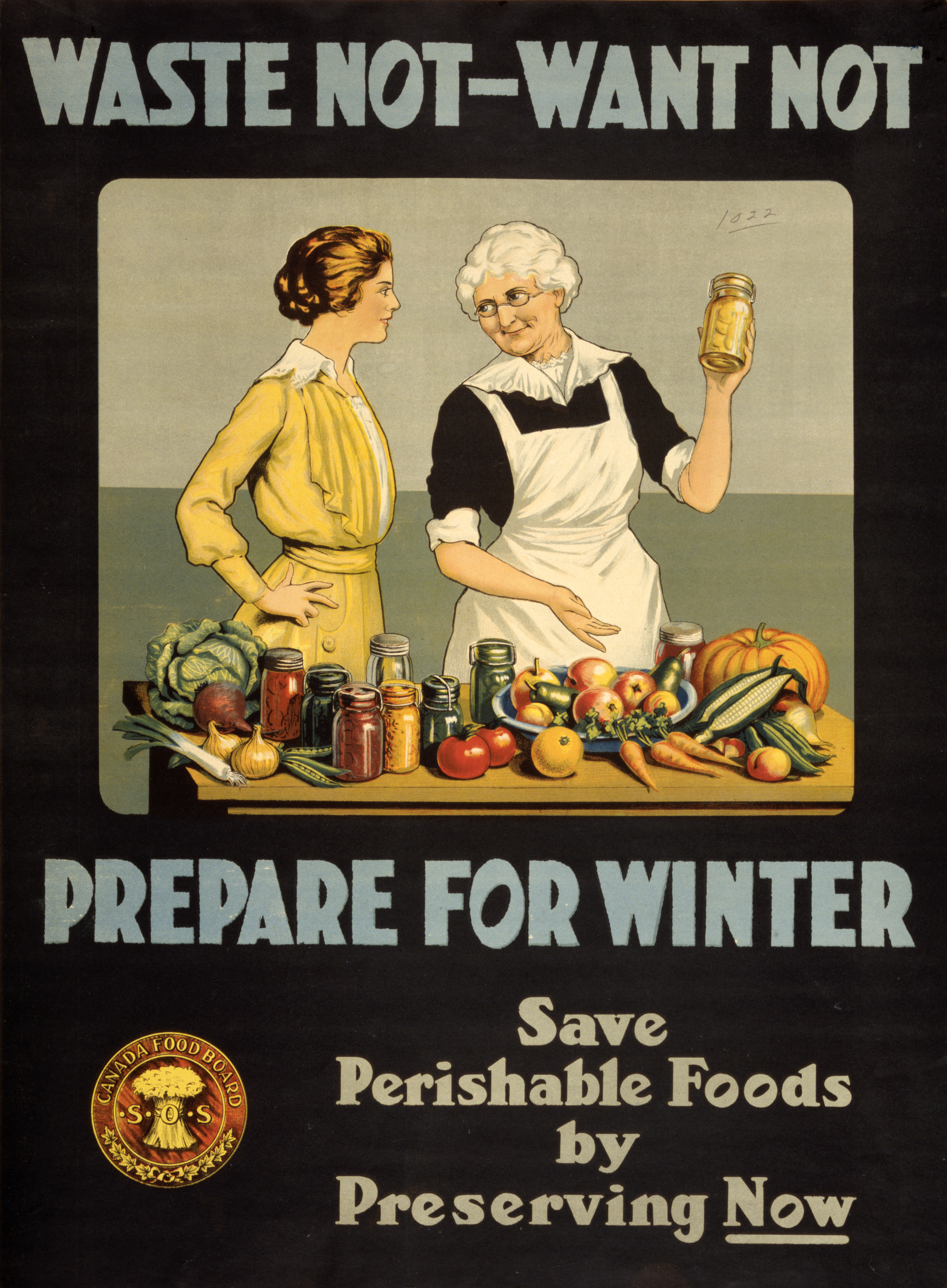
Slogan promosso da gruppi anti-spreco come il Wrap durante la Seconda Guerra Mondiale

### Raccolta
Nelle aree in cui la raccolta dei rifiuti è pubblica, gli scarti alimentari sono di solito gestiti dallo stesso ente pubblico che si occupa della raccolta degli altri rifiuti. La maggior parte degli scarti di cibo sono raccolti fin dall'inizio insieme ai rifiuti indifferenziati.
La raccolta differenziata ha il vantaggio che gli scarti di cibo possono essere smaltiti con modalità non applicabili agli altri scarti.
Dalla fine del XIX secolo fino a metà del XX secolo, molte aziende municipalizzate hanno raccolto gli scarti alimentari (chiamati “garbage” in opposizione a “trash”) separatamente.
Tali scarti venivano generalmente disinfettati e dati come cibo ai maiali, sia nelle fattorie private che nelle porcilaie municipali.
La raccolta sul ciglio della strada dei rifiuti alimentari è  recentemente stata ripristinata in alcune aree. Per mantenere bassi i costi di raccolta e velocizzare la raccolta differenziata degli scarti alimentari, alcune autorità locali, soprattutto in Europa, hanno introdotto le cosiddette “raccolte di rifiuti biodegradabili a settimane alterne” (inclusi ad esempio gli scarti dei lavori di giardinaggio), che consente di raccogliere una grande varietà di materiali riciclabili ad un costo ragionevole e permette di migliorare la loro velocità di raccolta. Ad ogni modo, in tali paesi occorre aspettare due settimane prima che i rifiuti vengano raccolti. Al riguardo ci sono polemiche, in particolare durante la stagione calda, durante la quale i rifiuti alimentari marciscono, emettono cattivi odori e attirano parassiti e insetti.
La maggior parte dei rifiuti della cucina lascia la casa attraverso il tritarifiuti.

### Smaltimento
Come gli altri tipi di rifiuti, gli scarti alimentari possono essere gettati via, ma i rifiuti alimentari possono anche essere dati in pasto agli animali (tipicamente ai suini), o possono essere smaltiti tramite biodegradazione attraverso il metodo del compost o quello della digestione anaerobica per poi essere riutilizzati per arricchire il terreno.
Gettando i rifiuti alimentari in discarica si causano gravi danni ambientali. Per quantità, sono la più grande causa di creazione di gas metano.
Durante la decomposizione causano cattivi odori, attraggono parassiti e insetti e hanno la capacità di aumentare la domanda biochimica di ossigeno (BOD) del percolato. La direttiva Europea relativa alle discariche a alla regolamentazione dei rifiuti, come in altri paesi, invita a separare i rifiuti organici rispetto a quelli che andranno genericamente raccolti nelle discariche per questa ragione.
I rifiuti alimentari possono anche essere trasformati in compost a casa, evitando completamente la raccolta centralizzata e alcune istituzioni locali hanno deciso di sovvenzionare i sistemi di raccolta di compost domestici. Tuttavia sembra che la parte di popolazione disposta a smaltire i rifiuti in questo modo sia alquanto esigua.
La digestione anaerobica produce anche alcuni utili prodotti gassosi e un materiale solido fibroso “compostabile”. Un'altra funzione che possono svolgere gli impianti di digestione anaerobica è quella di creare energia dai rifiuti bruciando il gas metano prodotto dagli scarti alimentari producendo di fatto elettricità, riducendo i costi della centrale stessa e riducendo le emissioni di gas serra.
I rifiuti alimentari che arrivano nelle fognature attraverso i tritarifiuti sono trattati con altri liquami e vanno a comporre sostanze fangose.
Per quanto riguarda le imprese, i rifiuti alimentari provenienti dai lavandini, lavapiatti e fognature di attività commerciali nella forma di acque di scarto sono raccolti in serbatoi chiamati separatore di grassi al fine di minimizzare lo scarico nel sistema fognario. Spesso questi rilasciano rifiuti maleodoranti contenenti sia sostanze organiche che inorganiche (detersivi ecc.) e possono altresì contenere pericolosi gas come idrogeno solforato (acido solfidrico).
Conosciuti come rifiuti F.O.G (fats, oils and grease) o più comunemente come “grassi marroni” (in opposizione ai “grassi gialli” come l'olio da friggitrice che è comunemente raccolto e trasformato in biodiesel) sono un grave problema soprattutto negli Stati Uniti, poiché sono causa dell'invecchiamento del sistema fognario.  Secondo l'EPA degli Stati Uniti (ente protezione ambientale), i riversamenti di materiale fognario nell'ambiente sono spesso causati dallo scarico non consentito di grassi e oli provenienti dai sistemi di raccolta.
Queste fuoriuscite non previste di materiale dal sistema fognario provocano ogni anno perdite di acque di scarto non trattate per 15-20 milioni di metri cubi che si riversano nei fiumi e provocano ogni anno più di 3700 casi di malattia dovuta a esposizione e contaminazione da sostanze tossiche.
Nelle aree metropolitane degli Stati Uniti il “grasso marrone” è  raccolto da sistemi di pompaggio idraulico o da camion adibiti alla raccolta di queste sostanze che vengono trasportate in impianti di trattamento nei quali saranno smaltiti. Al di fuori delle aree metropolitane potrebbe essere riversato illegalmente in discariche o in altri luoghi non adibiti, al fine di eliminare i costi di smaltimento. Questo processo di smaltimento non controllato e scriteriato non solo è dannoso per l'ambiente e per la nostra salute, ma altresì per le aziende che non hanno idea di dove finiscano i loro scarti di produzione o addirittura non conoscono il livello raggiunto dai loro raccoglitori di sostanze di scarto, esponendoli a scarichi illeciti e imprevisti.
Alcune compagnie come ad esempio la Hydrologix Grease Reduction System Inc. commercializzano sistemi di controllo computerizzati che nel processo di smaltimento dei liquami permettono di ricavare sottoprodotti della CO2 e delle acque reflue nel sito stesso e che possono essere tranquillamente riversati nei condotti fognari ordinari senza rischi di inquinamento. Altri tipi di tecnologie innovative che però si collocano fuori dal sito di smaltimento permettono di trasformare i grassi bruni in una sorta di biocarburante. Quest'ultimo non sarà chiaramente ecologico come il processo compiuto direttamente nel sito in questione poiché richiederà mezzi per il pompaggio e il trasporto dei grassi bruni ai vari impianti.
È difficile fornire una stima precisa della quantità di rifiuti da grassi bruni che vengono prodotti annualmente, ma nei soli Stati Uniti alcuni ritengono che la cifra sia nell'ordine dei miliardi di litri. Nel 2009 la sola città di San Francisco ha stimato la sua produzione annuale di grassi bruni in 37.000.000 di litri.
È in fase di approvazione il primo progetto patrocinato dalle varie città degli Stati Uniti per riciclare i grassi bruni al fine di trasformarli in biodiesel e altri carburanti.